# Hidrografia do Paraná

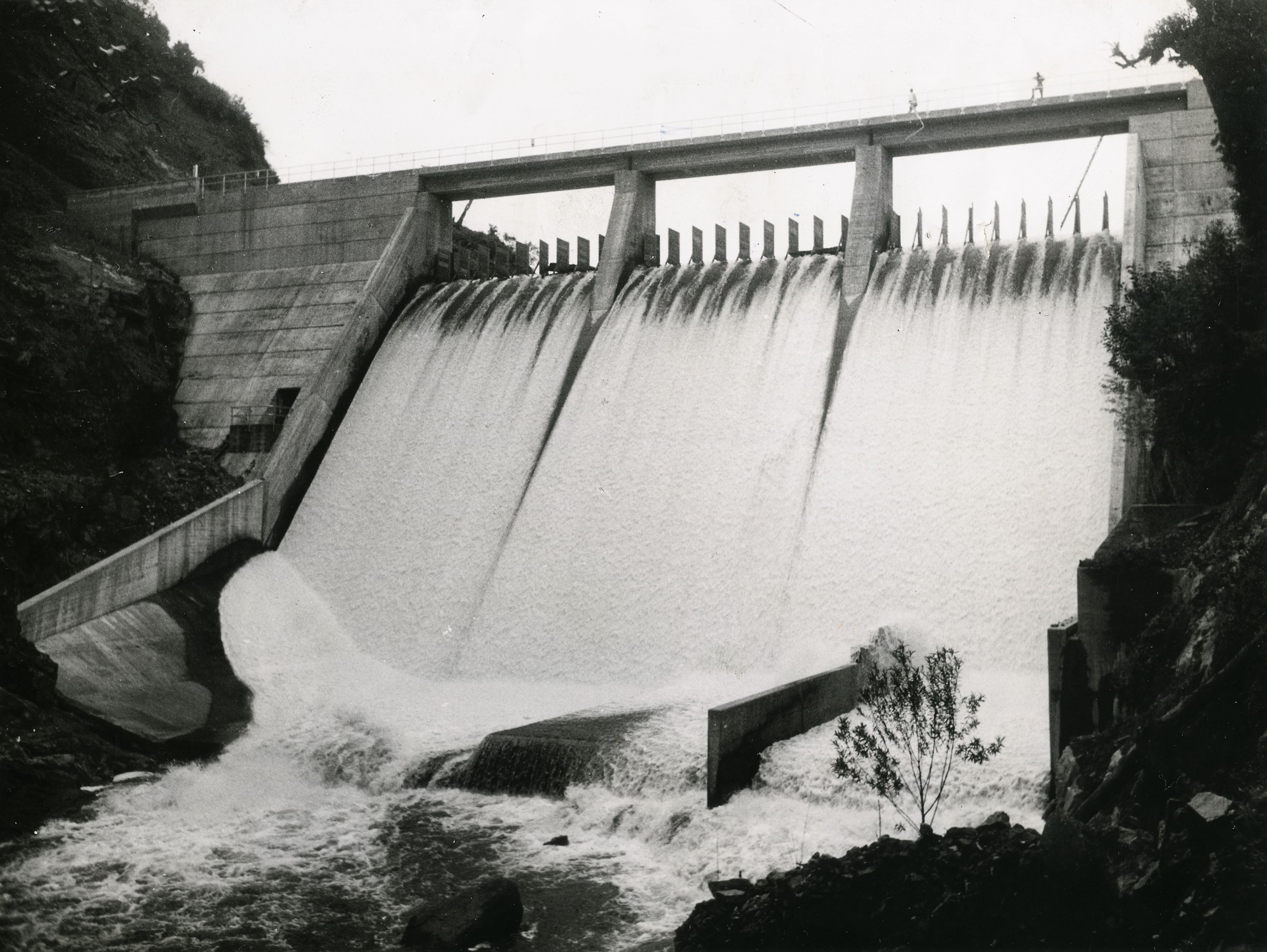
Queda d'água da barragem de Guaricana, Paraná, em 24 de setembro de 1957.

A Hidrografia do Paraná abrange rios que descem em direção ao litoral e rios que descem em direção a oeste, afluentes do rio Paraná. Os primeiros possuem cursos de água de pequena extensão, pois suas nascentes situam-se pouco distantes do litoral. Os de maior comprimento são os que vão em direção ao estado de São Paulo, em que desembocarão as águas do rio Ribeira de Iguape. A maioria da área do estado é, dessa forma, dominado pelos afluentes do rio Paraná, dos quais os de maior extensão são o Paranapanema, que limita-se com São Paulo, e o Iguaçu, que limita-se, parcialmente, com Santa Catarina e a província argentina de Misiones. Os limites ocidentais são assinalados pelo rio Paraná, a delimitar o estado homônimo a sudeste de Mato Grosso do Sul e a leste dos departamentos paraguaios de Alto Paraná e Canindeyú.
No ponto de convergência dos limites de Mato Grosso do Sul-departamento paraguaio de Canindeyú, Paraná-Mato Grosso do Sul e Paraná-departamento paraguaio de Canindeyú estavam localizados os saltos de Sete Quedas, constituídos pelo rio Paraná logo na descida do planalto basáltico à garganta que o acompanhava à planície platina. Em 1982 o lago da represa de Itaipu pôs debaixo d'água os dois saltos, mesmo depois que os ambientalistas protestaram. Mais ao sul, o rio Iguaçu vai descendo do planalto basáltico dirigindo-se à mesma garganta. Constitui então os saltos do Iguaçu, que a barragem construída não afetou, por estar situada Itaipu a montante do encontro dos dois rios.

## Bacias hidrográficas

### Bacia hidrográfica do Paraná
O rio Paraná, com suas nascentes na união dos rios Paranaíba e Grande, em pleno Triângulo Mineiro, tem um percurso no Estado do Paraná, de mais de 400 quilômetros, a partir da desembocadura do Rio Paranapanema até a desembocadura do Rio Iguaçu. Além de constituir a mais importante bacia hidrográfica do Paraná, sobressai-se por ser muito hidraulicamente potente, e seu grande potencial hidráulico é um dos mais extensos do Brasil.
O Paraná constitui um grande número de ilhas no limite com Mato Grosso do Sul, destacando-se a Ilha Grande ou Sete Quedas (80 km de comprimento) e a Ilha Bandeirantes.
Seus tributários são enormes sobressaindo-se os rios Paranapanema, Ivaí, Piquiri e Iguaçu.

#### Rio Paranapanema
O Rio Paranapanema, tem suas nascentes no Estado de São Paulo e seu percurso é de 392 quilômetros da divisa com o Estado do Paraná. Tem tributários importantes em terras do Paraná, destacando-se os rios Itararé, Cinzas, Tibaji e Pirapó.
- Rio Itararé, separa os Estados do Paraná e São Paulo, e boa porção de seu curso tem represamento da usina paulista de Chavantes.[5]
- Rio das Cinzas, tem suas nascente na Serra de Furnas na parte ocidental da escarpa Devoniana. Acolhe ambos os principais tributários: o Jacarezinho pela margem leste e o Laranjinha pela margem oeste.[5]
- Rio Tibaji, que nasce nos Campos Gerais e percorre 550 quilômetros, é o mais extenso tributário do Rio Paranapanema. A foz do rio Tibaji possui represamento da usina paulista de Capivara, erguida no Rio Paranapanema. O Rio Tibaji acolhe pela margem ocidental o Rio Pitangui, conhecido pelo povo de Ponta Grossa, e o Iapó, muito conhecido pelos castrenses, que forma o grande cânion Guartelá. As cidades banhadas pelo rio Tibaji são Tibagi, Telêmaco Borba e Jataizinho.[5] O rio possui grande potencial hidroelétrico. A maior usina em potencial instalada nesta bacia é a Usina Hidrelétrica Governador Jayme Canet Júnior, com cerca de 363 Megawatt-hora.[6]
- Rio Pirapó, está situada no Norte Novo e nasce perto de Apucarana. Acolhe pela margem leste o Rio Bandeirantes do Norte.[5]

#### Outros afluentes
- O Rio Ivaí percorre 685 quilômetros, sendo por esse motivo o maior rio totalmente paranaense. Seu mais importante constituinte, o Rio dos Patos, tem suas nascentes no Município de Prudentópolis e muito perto da cidade de Inácio Martins. O Rio dos Patos ao encontro com o Rio São João começa a chamar-se de Ivaí, que desce para noroeste até a sua foz no Rio Paraná. Seus mais importantes tributários são Corumbataí e Mourão pela margem oeste e Alonzo na margem leste.[5]
- O Rio Piquiri tem suas nascentes na escarpa da Esperança (Serra Geral). Estende-se mais de 485 quilômetros e seus mais importantes tributários são: Cantu, Goio-Bang e Goioerê[7] pela margem setentrional e o rio do Cobre pela margem meridional.[5]
- O Rio Iguaçu (termo indígena que quer dizer "muita água") é o mais famoso rio do Paraná. Tem suas nascentes no Planalto de Curitiba, muito perto da Serra do Mar.[5] Dirige-se para oeste até a sua foz no Rio Paraná depois de percorrer 1 200 km, limitando, parcialmente, terras paranaenses e catarinenses, além de brasileiras e argentinas.[8]

Este rio de importância acolhe as águas de uma grande região, significando para a região Sul do Brasil imensa fonte de energia hidrelétrica, (12,9 milhões de kW), que concentra-se em seus saltos, dos que merecem destaque: Santiago, Osório, Segredo, Caxias, Sampaio, Capanema, Faraday e as Cataratas do Iguaçu.
As Cataratas do Iguaçu, no começo chamadas de Saltos de Santa Maria, localizam-se na fronteira com a Argentina. Quem as descobriu foi a expedição do explorador espanhol Dom Álvaro Nuñez Cabeza de Vaca, quando seguia em direção à Assunção, com o objetivo de assumir a chefia do Governo do Rio da Prata e do Paraguay.
O impressionante espetáculo ali criado pela natureza forma um das principais atrações turísticas do Brasil. Consideram-se suas quedas as mais lindas do mundo, como afirmou Eleanor Roosevelt, "Pobre Niágara", em sua visita ao Brasil.
As cataratas estão localizadas a 27 quilômetros da cidade de Foz do Iguaçu. Possuem quedas de água de 70 metros de altura, colocadas numa frente de 2 700 metros de largura, a qual favorece um panorama muito lindo.
Como principais tributários do Rio Iguaçu tem-se, pela margem norte, os rios Potinga, Areia, Jordão, Carvernoso, Guarani, Adelaide, Andrada, Gonçalves Dias e Floriano; pela margem sul, os rios Negro, Jangada, Iratim, Chopim, Capanema e Santo Antônio.
As cidades banhadas pelo rio Iguaçu são Porto Amazonas, São Mateus do Sul, União da Vitória, Porto Vitória e Foz do Iguaçu, esta última na união com o Rio Paraná.
Ainda no Estado do Paraná, descem em direção ao rio Paraná certos pequenos tributários: Arroio Guaçu, São Francisco, São Francisco Falso e Ocoí, todos com sua desembocadura direta na barragem de Itaipu.

### Bacia Litorânea
Seus rios fazem parte da bacia Atlântica do Sudeste, a qual no Paraná abrange as terras banhadas pelo Rio Ribeira e pelos rios do Litoral do Paraná.
O Rio Ribeira tem suas nascentes na união dos rios Ribeirinha e Açungui, que nascem na zona Norte do Primeiro Planalto Paranaense. Seu curso segue em direção para leste até a sua entrada no estado de São Paulo, onde é chamado em trecho perto da foz com a denominação de Ribeira do Iguape.
Os mais importantes tributários do Ribeira são: Santa Ana, Ponta Grossa e o Pardo com seu afluente Capivari, totalmente pela margem sul; Turvo e Itapirapuã pela margem norte.
O Rio Capivari possui uma represa, começando a descer também ao Litoral por meio do Rio Cachoeira. Depois de sua travessia, através um túnel de 22 quilômetros, a região do pico Caratuva, o Rio Capivari constitui no sopé da Serra do Mar a usina Parigot de Souza, após um desnivelamento de 754 metros.
Os rios que descem direto ao oceano percorrem em uma pequena distância. Os que nascem na Serra do Mar têm importância para oferecer energia elétrica, por causa da acentuação de seus declives acentuados e débitos anuais da estabilidade normal das águas. Exemplificando: a usina Marumbi, com desnivelamento de 468 metros relacionados à represa Véu de Noiva, constituída pelo Rio Ipiranga; a usina Chaminé sustentada pela represa Vossoroca, composta pelo rio São João; a usina Guaricana alimentada pela represa do Rio Arraial.
Certos rios da bacia Litorânea são afluentes da Baía de Paranaguá, dentre os quais: Guaraqueçaba, Tagaçaba, Serra Negra, Faisqueira, Cacatu, Cachoeira, Nhundiaquara, Itiberê e Guaraguaçu. Demais rios são afluentes da Baía de Guaratuba, como São João, Cubatão e seu tributário Cubatãozinho.

## Navegação
O relevo natural do Paraná não permite que os rios sejam navegáveis, devido ao interrompimento constante dos cursos normais dos rios por cachoeiras e corredeiras.
O Rio Paraná é o mais navegável. Barcos que demoram 20 horas descendo o rio e 36 horas subindo percorrem o trecho de 440 quilômetros de Guaíra (PR) até Presidente Epitácio (SP). O Rio Paraná localizado ao sul da represa de Itaipu, ganha boas condições de navegação até desaguar na Argentina, onde é chamado de Estuário do Rio da Prata. Tem, no Paraná, certos portos fluviais de importância, entre os que merecem destaque: Foz do Iguaçu, Guaíra, Porto Camargo, Porto Rico, Porto Figueira e Porto São José.
Em 17 de dezembro de 1882, Amazonas Araújo Marcondes, por iniciativa própria, inaugurou a navegação a vapor no Rio Iguaçu. Este rio era muito importante para transportar a erva-mate e a madeira. O percurso das embarcações regulares era o trecho de Porto Amazonas até Porto Vitória, estendendo-se mais de 360 quilômetros, em que São Mateus do Sul e União da Vitória destacam-se como portos onde embarcam passageiros. O transporte fluvial pelo Rio Iguaçu foi superado desde a década de 1950, depois que transporte rodoviário desenvolveu-se. Em 1953, fechou-se o Lloyd Paranaense, empresa atuante nesse rio de importância.
O rio Ivaí oferece boas condições de navegação de sua desembocadura até as corredeiras do Ferro, estendendo-se mais de 140 quilômetros. Os rios Piquiri e Paranapanema também tem certos trechos possuidores de navegabilidade.
No Litoral é certa vez importante o trecho navegável nos rios Tagaçaba, Itiberê, Guaraguaçu e o trecho baixo do Rio Nhundiaquara.

## Usinas hidrelétricas
Detentor de grande rede hidrográfica, o Paraná é voltado para aproveitar devidamente suas águas, porque, dentre as unidades federativas do Brasil, é um dos mais hidraulicamente potentes (26 milhões de kW). Basta ver que, numa área de 150 km de raio, abrangida pelos rios Paraná e Iguaçu, localiza-se o mais extenso das usinas hidrelétricas do Brasil.
A Companhia Paranaense de Energia (COPEL), que aproveita a hidreletricidade estadual, está dentre as mais ricas empresas do tipo no Brasil.
No Rio Paranapanema, estão situadas as principais usinas de Chavantes, Canoas, Salto Capivara, Taquaruçu e Rosana, certas delas pertencentes ao sistema energético do Paraná. A usina de Itaipu, erguida no Rio Paraná no Município de Foz do Iguaçu, é a segunda mais extensa do mundo. Forma um empreendimento entre dos países (Brasil e Paraguai) para a dinamização de suas economias. A usina Governador Munhoz da Rocha (Foz do Areia), erguida no Rio Iguaçu, tem a barragem mais elevada do Brasil, com altura acima de 156 metros. As famosas usinas de Segredo, Salto Santiago, Salto Osório e Salto Caxias, também estão situadas no Rio Iguaçu.
|                             | MW     | Rio      | Município                |
| --------------------------- | ------ | -------- | ------------------------ |
| Itaipu                      | 14 000 | Paraná   | Foz do Iguaçu            |
| Governador Munhoz da Rocha  | 2 511  | Iguaçu   | Pinhão                   |
| Salto Santiago              | 2 000  | Iguaçu   | Rio Bonito do Iguaçu     |
| Ilha Grande                 | 2 000  | Iguaçu   | Guaíra                   |
| Salto Caxias                | 1 500  | Iguaçu   | Capitão Leônidas Marques |
| Segredo                     | 1 260  | Iguaçu   | Pinhão                   |
| Capanema                    | 1 200  | Iguaçu   | Capanema                 |
| Salto Osório                | 1 050  | Iguaçu   | Quedas do Iguaçu         |
| Governador Parigot de Souza | 247    | Capivari | Antonina                 |
| Júlio de Mesquita Filho     | 44     | Chopim   | Dois Vizinhos            |
| Guaricana                   | 39     | Arraial  | São José dos Pinhais     |
| Presidente Vargas           | 22     | Tibaji   | Telêmaco Borba           |
| Chaminé                     | 16     | São João | São José dos Pinhais     |
| Marumbi                     | 9      | Ipiranga | Morretes                 |
| Mourão I                    | 8      | Mourão   | Campo Mourão             |